# Sukyeon Kim
Sukyeon Kim (김숙연, Kim Suk-yeon, * 1988 in Iksan) ist eine koreanische Pianistin.

## Leben
Sukyeon Kim studierte zunächst von 2004 bis 2006 an der Daejeon Arts School bei Ji-Yeon Kim, wo sie den 1. Preis beim Wettbewerb der Universität Chungnam und den 2. Preis beim CBS-Musikwettbewerb gewann. Ab Oktober 2007 setzte sie ihre Ausbildung an der Robert Schumann Hochschule Düsseldorf in der Klavierklasse von Georg Friedrich Schenck fort und war seit Februar 2008 zudem Förderstipendiatin des Deutschen Akademischen Austauschdienstes (DAAD).
Im Dezember 2012 trat sie in der Tonhalle Düsseldorf mit dem Ersten Klavierkonzert von Johannes Brahms auf, im März 2013 spielte sie im Konzerthaus Dortmund das Erste Klavierkonzert von Frédéric Chopin. 2014 legte sie ihr Konzertexamen „mit Auszeichnung“ ab.
Die Pianistin beherrscht ein breit gefächertes Repertoire von der Klassik bis zur Moderne. Dabei bevorzugt sie äußerst virtuose, technisch anspruchsvolle Werke wie jene von Sergej Rachmaninow und Nikolai Kapustin, die wiederum vom Jazz inspiriert sind, ebenso wie die Etüden von György Ligeti.
Sukyeon Kim lebt seit 2007 in Düsseldorf.

## Preise
- 2008: 1. Preis beim Emánuel Moór Wettbewerb
- 2009: 1. Preis beim Bechstein-Wettbewerb Düsseldorf
- 2010: 1. Preis beim Kölner Chopin-Wettbewerb der Kurd-Aschenbrenner-Stiftung
- 2011: 2. Preis beim Internationalen Musikwettbewerb Köln
- 2012: 5. Preis beim Maria-Canals-Wettbewerb in Barcelona.
- 2012: 1. Preis beim Schmolz-Bickenbach-Wettbewerb, in der Kategorie Solo
- 2013: 1. Preis beim Schmolz-Bickenbach-Wettbewerb, in der Kategorie Kammermusik
- 2016: Förderpreis der Landeshauptstadt Düsseldorf[2]

## Diskographie
- Nikolai Kapustin, Klavierwerke, London (Piano Classics) 2015
  - Variations op. 41
  - Toccatina op. 36
  - Eight Etudes op. 40
  - Piano Sonata Nr. 2 op. 54 u. a.